# Ian Subiabre
Ian Martín Subiabre (Comodoro Rivadavia, 1 de enero de 2007) es un futbolista argentino que juega de delantero en el C. A. River Plate de la Primera División de Argentina.
Subiabre ha sido señalado como una de las promesas con mayor proyección del futbol argentino. Se desempeña principalmente como extremo izquierdo y ha sido comparado con futbolistas como Ángel Di María y Phil Foden por su habilidad y control del balón.

## Biografía
Nacido el 1 de enero de 2007 en Comodoro Rivadavia, ciudad y municipio de la provincia del Chubut, Argentina. 
Su padre, Martín, también fue futbolista. Inicialmente jugó un partido con la selección sub-17 de Chile antes de representar a Argentina, destacando en el Mundial Sub-17 de 2023. 

## Trayectoria

### River Plate
En 2022 tuvo la oportunidad de continuar su carrera en España, pero decidió permanecer en River Plate. En enero de 2024 fue convocado por primera vez por el entrenador Martin Demichelis para los entrenamientos del primer equipo. 
Debutó en el primer equipo el 31 de enero durante la segunda fecha de la Copa de la Liga en un partido contra Barracas Central. El atacante entró sobre el final del segundo tiempo, sustituyendo a Miguel Borja, logrando disputar algunos minutos. El 15 de octubre de 2024 fue nombrado por el periódico inglés The Guardian como uno de los mejores jugadores nacidos en 2007 en todo el mundo. En la temporada actual, uno de sus principales desafíos es mejorar su capacidad goleadora, siguiendo las indicaciones del entrenador Marcelo Gallardo.

## Estadísticas

### Clubes
Actualizado al último partido disputado el 13 de abril de 2025.
| Club | Div.          | Temporada     | Liga  | Liga  | Liga   | Copas Nacionales (1) | Copas Nacionales (1) | Copas Nacionales (1) | Copas Internacionales (2) | Copas Internacionales (2) | Copas Internacionales (2) | Total | Total | Total  |
| Club | Div.          | Temporada     | Part. | Goles | Asist. | Part.                | Goles                | Asist.               | Part.                     | Goles                     | Asist.                    | Part. | Goles | Asist. |
| --- | ------------- | ------------- | ----- | ----- | ------ | -------------------- | -------------------- | -------------------- | ------------------------- | ------------------------- | ------------------------- | ----- | ----- | ------ |
| C. A. River Plate Argentina | 1.ª           | 2024          | 1     | 0     | 0      | 2                    | 0                    | 0                    | 1                         | 0                         | 0                         | 4     | 0     | 0      |
| C. A. River Plate Argentina | 1.ª           | 2025          | 9     | 1     | 0      | 1                    | 0                    | 0                    | 3                         | 0                         | 0                         | 13    | 1     | 0      |
| C. A. River Plate Argentina | Total club    | Total club    | 10    | 1     | 0      | 3                    | 0                    | 0                    | 4                         | 0                         | 0                         | 17    | 1     | 0      |
| Total carrera | Total carrera | Total carrera | 10    | 1     | 0      | 3                    | 0                    | 0                    | 4                         | 0                         | 0                         | 17    | 1     | 0      |
| (1) Las copas nacionales se refiere a la Copa Argentina, a la Copa de la Liga Profesional y el Trofeo de Campeones. (2) Las copas internacionales se refiere a la Copa Libertadores, la Copa Sudamericana y la Copa Mundial de Clubes. |               |               |       |       |        |                      |                      |                      |                           |                           |                           |       |       |        |